# 미국의 행정 구역

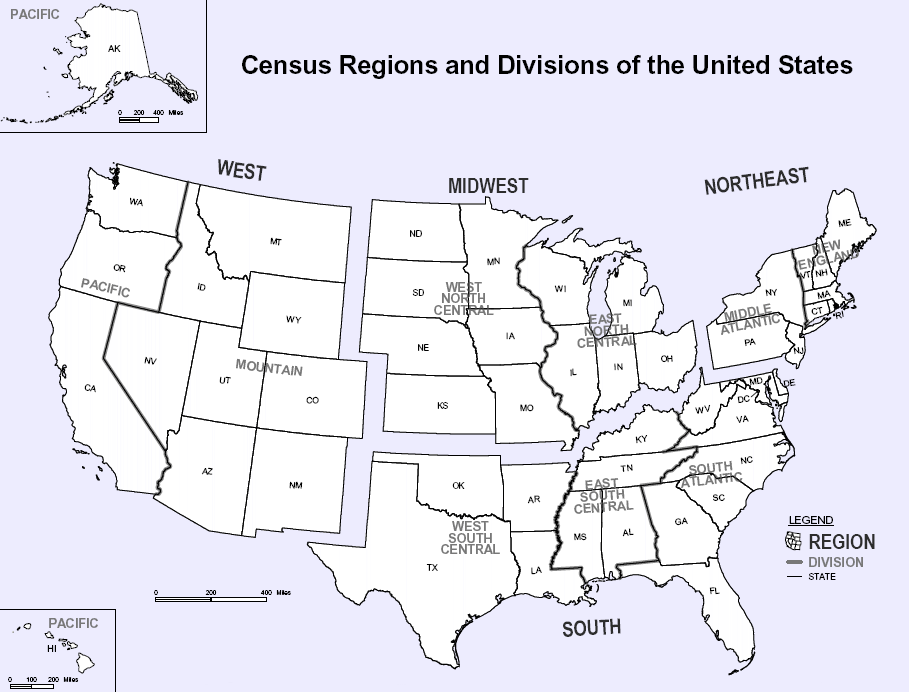
미국 주의 분할

미국의 행정 구역은 미국의 행정을 분담하기 위하여 미국 전체 영토를 여러 행정 구역으로 나눈 것이다. 크게 4단계로 구분할 수 있다.

## 제1단계
미국 전체 영토는 50개의 주(State), 1개의 특별구(Federal district) 즉 워싱턴 D.C.으로 구분한다. 여기에 더해서 괌, 푸에르토리코 등 5개의 미국령 행정 관할이 있고 미드웨이 환초 등 여러 미국령 군소 제도, 인디언 보호구역 등 원주민 보호구역이 있다.
50개의 주(State) 중에서 매사추세츠주, 버지니아주, 켄터키주, 펜실베이니아주의 경우에는 State 대신 코몬윌스(Commonwealth)라는 표현을 사용하기도 한다.

## 제2단계
주(State)는 다시 군(County, 카운티)으로 구분하는데, 프랑스에서 영향이 남아 있는 루이지애나주에서는 카운티(County) 대신 구역(Parish)이라고 하고, 뉴욕주, 뉴저지주, 미네소타주, 버지니아주, 알래스카주, 코네티컷주, 펜실베이니아주에서는 구(Borough)라고 한다. 알래스카주의 경우에는 19개의 구(Borough)와 별도로 10개의 Census Area가 있는데, Census Area는 1980년 인구 조사를 위해 처음 구획되었고 따로 구청이 없다.

## 제3단계
군(County)은 다시 시(City), 읍(Town), 리(Village)로 구분한다.

## 제4단계
시(City)나 읍(Town)은 다시 선거 등의 필요에 따라 워드(Ward)로 구분하기도 한다.